# Records en équipe de Nouvelle-Zélande masculine de rugby à XV
Pour un article plus général, voir Équipe de Nouvelle-Zélande de rugby à XV.
Cet article présent les records et statistiques significatives concernant les joueurs de l'Équipe de Nouvelle-Zélande de rugby à XV. Les noms en gras indiquent les joueurs qui sont encore en activité. Les chiffres sont à jour au 17 janvier 2023.

## Nombre de sélections

### Record de matchs avec lesAll Blacks
Richie McCaw, avec 148 capes et une autre rencontre.
1. Richie McCaw 149 match et Sam Whitelock 149 tests
2. Beauden Barrett 134 matchs
3. Colin Meads 133 matchs
4. Keven Mealamu 133 matchs
5. Fitzpatrick 128 matchs
6. Kieran Read 128 matchs
7. Tony Woodcock 118 matchs
8. Andy Haden 117 matchs
9. Aaron Smith 114 tests
10. Ian Kirkpatrick 113 matchs
11. Bryan Williams 113 matchs

### Record de test matchs avec lesAll Blacks
Richie McCaw devance Keven Mealamu et Tony Woodcock. Les huit premiers dans cette statistiques sont double champion du monde, en 2011 puis 2015.
1. Richie McCaw 148 tests
2. Sam Whitelock 143 tests
3. Keven Mealamu 132 tests
4. Kieran Read 127 tests
5. Tony Woodcock 118 tests
6. Aaron Smith 114 tests
7. Beauden Barrett 112 tests
8. Daniel Carter 112 tests
9. Owen Franks 108 tests
10. Ma'a Nonu 103 tests

## Record de points

### Record d'essais
Doug Howlett est le meilleur marqueur d'essais en tests avec 49. Il devance Christian Cullen, Joe Rokocoko et Julian Savea tous trois avec 46 essais.
1. Doug Howlett 49 essais (62 tests)
2. Julian Savea 46 essais (54 tests)
3. Christian Cullen 46 essais (58 tests)
4. Joe Rokocoko 46 essais (68 tests)
5. Jeff Wilson 44 essais (60 tests)
6. Beauden Barrett 41 essais (112 tests)
7. Ben Smith 39 essais (84 tests)
8. Will Jordan 38 essais (41 tests)
9. Jonah Lomu 37 essais (63 tests)
10. Tana Umaga 36 essais (74 tests)

### Record de points
Le record de points est détenu par Daniel Carter avec 1 598, se décomposant en 29 essais, 281 pénalités, 8 drops et 293 transformations. Il devance Andrew Mehrtens.
1. Daniel Carter 1 598 points (112 tests)
2. Andrew Mehrtens 967 points (70 tests)
3. Beauden Barrett 720 points (112 tests)
4. Grant Fox 645 points (45 tests)
5. Richie Mo'unga 370 points (44 tests)
6. Aaron Cruden 322 points (50 tests)
7. Carlos Spencer 291 points (35 tests)
8. Jordie Barrett 274 points (48 tests)
9. Doug Howlett 245 points (62 tests)
10. Christian Cullen 236 points (58 tests)